# Barbur Boulevard pályaudvar
A Barbur Boulevard pályaudvar a TriMet átszállópontja az Amerikai Egyesült Államok Oregon államának Portland városában, a Metropolitan Area Express zöld vonalának leendő megállója.

## Autóbuszok
- 12 – Barbur/Sandy Blvd (Tigard Transit Center vasútállomás◄►Parkrose/Sumner pályaudvar)
- 64 – Marquam Hill/Tigard (Tigard pályaudvar◄►Portland VA Medical Center)
- 94 – Pacific Hwy/Sherwood (SW 5th & Morrison◄►SW 1st & Pine)

Korábban a South Metro Area Regional Transit 2X busza is innen indult, de 2019 szeptemberéig Tualatin Park & Ride-ig rövidítették.

## Fordítás
- Ez a szócikk részben vagy egészben  a   Barbur Boulevard Transit Center című angol Wikipédia-szócikk ezen változatának fordításán alapul.  Az eredeti cikk szerkesztőit annak laptörténete sorolja fel. Ez a jelzés csupán a megfogalmazás eredetét és a szerzői jogokat jelzi, nem szolgál a cikkben szereplő információk forrásmegjelöléseként.